# Kevin Amuneke
Kevin Onyekachi Amuneke (n. Eze Obodo, Nigeria, 10 de mayo de 1986) es un futbolista nigeriano. Juega de delantero y actualmente está sin club. Además, fue seleccionado nigeriano, donde ha jugado apenas 2 partidos.

## Clubes
| Club                  | País     | Año         |
| --------------------- | -------- | ----------- |
| Soccer Warriors       | Nigeria  | 2002        |
| FC Porto B            | Portugal | 2002 - 2003 |
| Benfica B             | Portugal | 2003 - 2004 |
| Landskrona BoIS       | Suecia   | 2004 - 2006 |
| Vitória Setúbal       | Portugal | 2006 - 2007 |
| CSKA Sofia            | Bulgaria | 2007        |
| IFK Norrköping        | Suecia   | 2008        |
| Politehnica Timişoara | Rumania  | 2009        |
| C.D. Nacional         | Portugal | 2009 - 2011 |
| Östers IF             | Suecia   | 2011 - 2012 |
| Trelleborgs FF        | Suecia   | 2011 - 2012 |
| CD Tondela            | Portugal | 2013 -      |